# Kamppiniemi
Kamppiniemi är en halvö i Finland. Den ligger i Kakskerta träsk som i sin tur ligger på ön Kakskerta i Skärgårdshavet, och i kommunen Åbo i den ekonomiska regionen  Åbo ekonomiska region  och landskapet Egentliga Finland, i den södra delen av landet, 150 km väster om huvudstaden Helsingfors.